# نادي أرليه أفينيون
نادي أرليه أفينيون (بالفرنسية: Athlétic Club Arles-Avignon)‏ نادي كرة قدم فرنسي يلعب في دوري الدرجة الأولى. تم تأسيس النادي في سنة 1913.
وُلد النادي في عام 1912 تحت الاسم الأصلي لـ Athletic Club Arlesien، من اندماج ثلاثة أندية رياضية متعددة مقرها في مناطق مختلفة من آرل: La Pédale Joyeuse، وArles Auto-Vélo، وArles Sports، التي تم إنشاؤها قبل بضع سنوات. بعد عقدين من إنشائه، وصل النادي إلى الدرجة الفخرية (دوري الجنوب الشرقي)، وبقي هناك حتى بداية الحرب العالمية الثانية. ثم أثبت الأرليسيون أنفسهم بشكل دائم ضمن النخبة الإقليمية. لقد ظهروا لفترة وجيزة في بطولة الهواة الفرنسية في 1954-1955، وكادوا أن يعودوا إلى هناك في السنوات التالية. وأخيرا نجح النادي في عام 1965 وبقي هناك لمدة خمسة مواسم.
في عام 1970، استفاد النادي الأرليسي من إصلاح دوري الدرجة الثانية ليصل إليه لأول مرة في تاريخه. استقر النادي هناك خلال السبعينيات، على الرغم من عودته إلى الدرجة الثالثة بين عامي 1975 و1977. هبط النادي إلى القسم 3 في عام 1979، ثم إلى القسم 4 في عامي 1981 و1984. تمت ترقيته إلى D3 في عام 1992، ثم هبط مرتين، لعبت في نهاية التسعينيات في CFA 2، المستوى الخامس لكرة القدم الفرنسية. في عام 2005، تم تعيين ميشيل إستيفان مدربًا. قاد فريقه إلى CFA في عام 2006، إلى National في عام 2007، ثم إلى Ligue 2 بعد ذلك بعامين. المركز الثالث في هذه البطولة عام 2010، وصل النادي إلى نخبة كرة القدم الفرنسية لأول مرة. مارسيل ساليرنو، المساهم الأكبر، يصبح رئيسًا. تم طرد إستيفان بعد فترة وجيزة وهبط النادي في نهاية الموسم.
في عام 2015، بعد أربعة مواسم في دوري الدرجة الثانية، هبط "الأسود"، وهو اللقب الذي يطلق على لاعبي النادي الذي يدربه فيكتور زفونكا، إلى الدرجة الثانية. في مواجهة الوضع المالي الحرج للنادي، خفضت DNCG رتبته إلى CFA، مما دفع الهيكل المهني إلى الإفلاس قبل أن تؤدي التصفية القضائية للاتحاد إلى إعادة الفريق الأول إلى DHR، المستوى الوطني السابع. بعد ست سنوات في بارك دي سبورتس في أفينيون، أقام الفريق الأول للنادي في عام 2015 في ملعب فرناند فورنييه في آرل، ملعبه السابق. بعد انتقاله إلى المستوى الإقليمي 1 خلال موسم 2017-2018. يلعب آرل في المنطقة 1 لموسم 2022-2023.